# IC 3104
IC 3104 — галактика типу IBm (змішана іррегулярна витягнута галактика) у сузір'ї Хамелеон.
Цей об'єкт міститься в оригінальній редакції індексного каталогу.